# Adriana Ivancich
Adriana Ivancich (geboren  4. Januar 1930 in Venedig; gestorben 24. März 1983 in Orbetello) war eine italienische Muse des Schriftstellers Ernest Hemingway.

## Leben
Adriana Ivancich war das dritte Kind des italienischen venezianisch-dalmatinischen Adligen, Grund- und Immobilienbesitzers Carlo Ivancich und der Italienerin Dora Betti. Ihr Vater starb unter ungeklärten Umständen nach Kriegsende eines gewaltsamen Todes. Ihr älterer Bruder Gianfranco Ivancich war italienischer Soldat gewesen und bereitete sich auf einen beruflichen Einsatz in einer Schifffahrtsagentur in Kuba vor, als er Ende 1948 an der Hotelbar des Gritti in Venedig auf den Schriftsteller Ernest Hemingway stieß, der mit seiner Frau eine Europareise machte. Der annähernd fünfzigjährige Hemingway kam danach mit der achtzehnjährigen Adriana bei einer Entenjagd zusammen. In den folgenden sieben Jahren hatten die beiden eine als platonisch bezeichnete Liebesaffäre.
Hemingway überwand seine Schreibblockade und vollendete noch 1949 den Roman Über den Fluss und in die Wälder, in dem der Kriegsveteran Richard Cantwell auf die achtzehnjährige venezianische Contessa Renata trifft. Wegen der deutlichen Parallelen bestimmte Hemingway, dass das Buch in den nächsten zwei Jahren nicht ins Italienische übersetzt werden sollte. Der Roman erschien in den USA zunächst als Fortsetzungsroman in gekürzter Fassung im Familienmagazin Cosmopolitan. Für die Buchausgabe erhielt Ivancich vom Verlag Scribner den Auftrag für das Umschlagbild. Sie illustrierte auch Hemingways Kindergeschichten The Good Lion und The Faithful Bull, die 1951 in Philadelphia in der Zeitschrift Holiday erschienen, und Hemingway sorgte dafür, dass sie auch den Umschlag der Erstausgabe von Der alte Mann und das Meer illustrierte, der dann auch vom Rowohlt-Verlag für die deutsche Erstausgabe übernommen wurde.

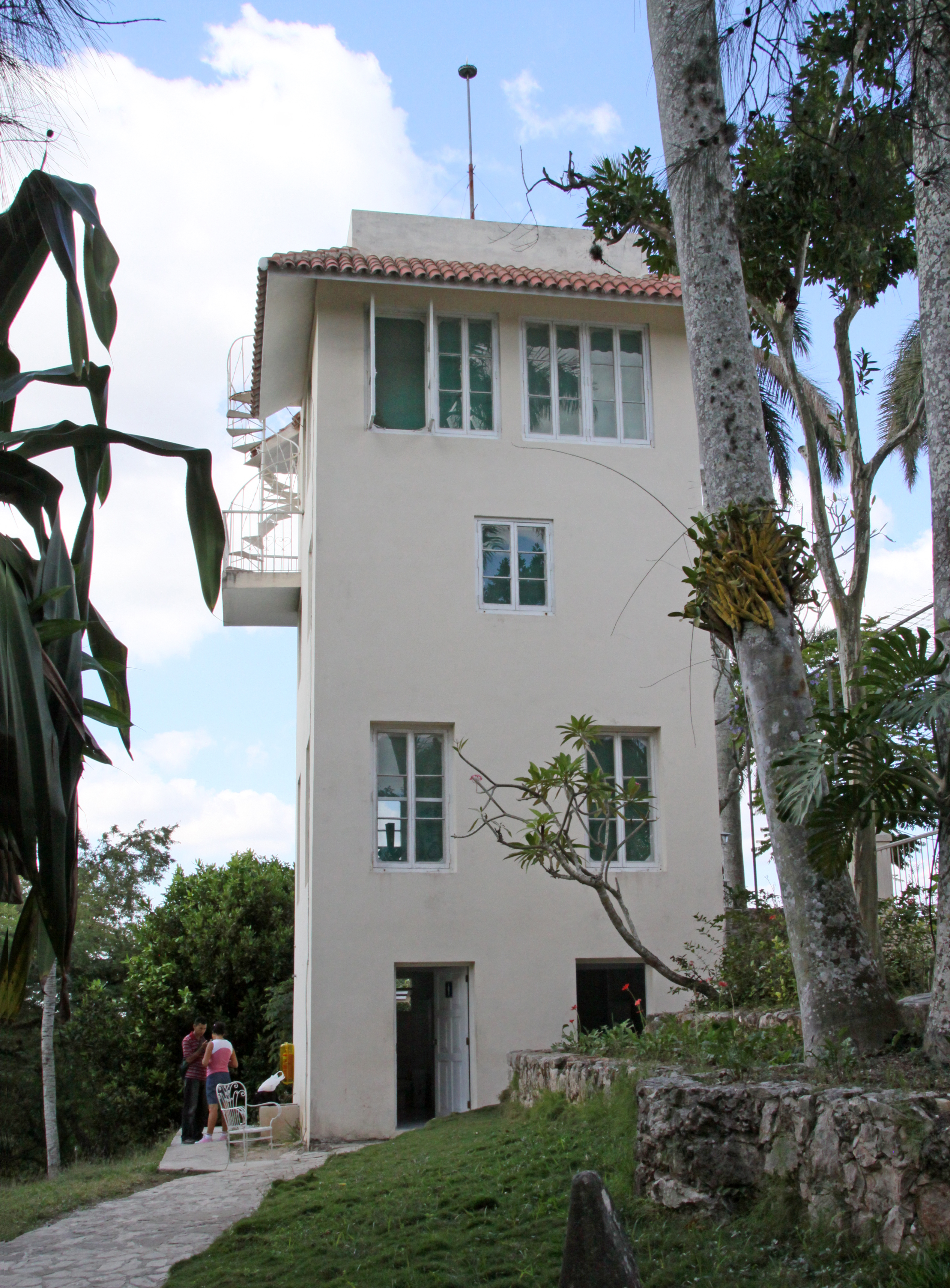
The white tower („La torre bianca“) auf der Finca La Vigía

Ende 1950 besuchten Ivancich und ihre Mutter Hemingway für drei Monate auf seiner Finca in Kuba, beide hatten im weißen Turm einen Arbeitsplatz. Sie sahen sich dann erneut im Jahr 1954 in Venedig. Aus den Jahren stammt ein Liebesbriefwechsel, der unvollständig erhalten ist und teils in der John F. Kennedy Library in Boston, teils in der University of Texas at Austin archiviert ist. Ivancich veröffentlichte 1953 bei Hemingways italienischem Verleger Mondadori einen Band mit eigenen Gedichten unter dem Titel Ho guardato il cielo e la terra. Nach dem Tod Hemingways im Jahr 1961 schrieb sie 1965 einen Beitrag über ihr damaliges Verhältnis zu Hemingway  und die Genese des Hemingway-Romans Der alte Mann und das Meer in der italienischen Kulturzeitschrift Epoca und vertiefte dies in dem 1980 erschienenen autobiografischen Buch La torre bianca, für dessen Umschlagbild sie ungefragt und zu dessen Verärgerung ein von A. E. Hotchner aufgenommenes Foto des Paares verwendete. Aus Urheberrechtsgründen konnte das Buch nicht in den USA erscheinen, da Hemingway ein Publikationsverbot auf seine Briefe gelegt hatte. Hemingways Liebesbriefe gab sie 1967 an Christie’s zur Versteigerung.
Ivancich heiratete 1960 einen griechischen Venezianer, die Ehe wurde bald geschieden, und 1963 den Deutschen Rudolph Graf von Rex, mit dem sie auf einem Gut in Capalbio wohnte, sie haben drei Kinder. Ivancich starb wie Hemingway von eigener Hand.

## Werke
- Adriana Ivancich: Buchumschlag zu The Old Man and the Sea der amerikanischen Erstausgabe, 1952 (Urheberrechte beachten)
- Ho guardato il cielo e la terra. Gedichte. Mailand : Mondadori, 1953
- La Renata di Hemingway sono io, in: Epoca (italienisch), Juli 1965, S. 68–74
  - I Am Hemingway’s Renata. Einleitung und Übersetzung Mark Cirino. Publications of the Modern Language Association of America (PMLA), Vol. 129, No. 2 (March 2014), S. 257–266
- La torre bianca. Mailand : Mondadori, 1980